# کوردوبا (نارینو)
کوردوبا (انگلیسی: Córdoba, Nariño) نام شهری در کشور کلمبیا است.